# Ensaio sobre a origem das línguas
Ensaio sobre a origem das línguas (em francês:  Essai sur l'origine des langues) é um ensaio de Jean-Jacques Rousseau publicado após sua morte, em 1781. Rousseau pretendia publicar o ensaio em um pequeno volume que também deveria incluir ensaios Sobre a imitação teatral e O levita de Efraim. No prefácio deste volume do livro, Rousseau escreveu que o Ensaio foi originalmente destinado a ser incluído no Discurso sobre a Desigualdade, mas foi omitido porque "era muito longo e fora de lugar". O ensaio foi mencionado no livro de Rousseau de 1762, Emile.
Neste texto, Rousseau apresenta uma narrativa dos primórdios da linguagem, usando uma forma literária semelhante à do segundo discurso. Rousseau escreve que a linguagem (assim como a raça humana) se desenvolveu em climas quentes do Sul e depois migrou para o norte para climas mais frios. Em seu início, a linguagem era musical e tinha poder emocional em oposição à persuasão racional. Os climas mais frios do Norte, no entanto, despojaram a linguagem de sua característica apaixonada, distorcendo-a para a forma racional atual. Nos capítulos posteriores, essa relação também é discutida em termos de música, de maneiras que ressoam com observações que Rousseau faz em seu 1753 Carta sobre música francesa.
Capítulo nove do Ensaio é uma explicação do desenvolvimento da humanidade, eventualmente inventando a linguagem. Como esse formato segue de perto o do segundo discurso, alguns discutiram se um relato deve ser lido como mais autoritário do que o outro. Como o texto foi inicialmente escrito em 1754 e enviado à editora em 1763, parece seguro argumentar que as tensões entre o Ensaio e o segundo discurso foi intencional.
O terceiro capítulo do Jacques Derrida de Da Grammatologia critica e analisa o ensaio de Rousseau.